# Иствуд, Скотт
Скотт И́ствуд (англ. Scott Eastwood), при рождении Скотт Кли́нтон Ривз (англ. Scott Clinton Reeves; род. 21 марта 1986, Монтерей, Калифорния, США) — американский актёр и модель.

## Ранние годы
Скотт Иствуд родился 21 марта 1986 года в Монтерее (штат Калифорния) в семье актёра и режиссёра Клинта Иствуда и стюардессы Джейслин Ривз. От этого союза у Скотта есть младшая сестра Кэтрин Иствуд (род. 2 февраля 1988). Но Клинт не сразу признал детей. На момент романа с Джейслин он состоял в гражданском браке с другой женщиной. Поэтому в свидетельстве о рождении у Скотта и Кэтрин значилось, что отец отказался от них. Клинт Иствуд общался с детьми, хотя и не признавал своё отцовство официально. Именно он помог сыну после окончания университета в Лос-Анджелесе сделать первые шаги в кинематографе.
По отцовской линии у Скотта также есть старшая сестра Лори Мюррей (род. 11 февраля 1954), старшая сестра Кимбер Линн Иствуд (род. 17 июня 1964), старший брат Кайл Иствуд (род. 19 мая 1968), старшая сестра Элисон Иствуд (род. 22 мая 1972), младшая сестра Франческа Рут Фишер-Иствуд (род. 7 августа 1993) и младшая сестра Морган Иствуд (род. 12 декабря 1996).
Несмотря на то что Скотт родился в Калифорнии, он вырос на Гавайях, где и окончил школу. В 2008 году он окончил Loyola Marymount University в Лос-Анджелесе со степенью в области коммуникаций.

## Карьера
Скотт начал актёрскую карьеру под фамилией своей матери Ривз, но позже сменил её на Иствуд. Кинематографическая биография Скотта Иствуда началась в 2006 году. Артист дебютировал в военном драматическом фильме «Флаги наших отцов», режиссёром которого был его отец. После, Клинт Иствуд доверил сыну две небольшие роли в проектах «Гран Торино» и «Непокорённый».
Выйти из тени прославленного отца молодому актёру удалось в 2010 году, когда он сыграл главного героя в триллере с элементами фэнтези «Вход в никуда». Режиссёром фильма был Джек Хеллер. Роль юноши, заблудившегося в мрачном мистическом лесу, оказалась выигрышной для Иствуда-младшего. Он сумел раскрыться и показать свою индивидуальность, собственный «почерк».
Следующий крупный успех случился спустя три года. Фильм ужасов «Техасская резня бензопилой 3D» Джона Льюсенхопа, в котором Скотту досталась одна из главных ролей, собрал в мировом прокате более 47 млн долларов при бюджете в 10 миллионов.
Благодаря модельной внешности актёру часто доверяют роли романтических героев мелодрам. В фильме «Идеальная волна» Скотт сыграл сёрфера, а в драме «Пристанище» он перевоплотился в таинственного служащего гостиницы.
Начиная с 2010 года Скотт Иствуд добавляет в свою фильмографию по 3-4 фильма в год. В 2015 году он появился в четырёх проектах, наиболее успешным из которых стала драма «Дальняя дорога», в которой актёр исполнил главную роль — чемпиона по родео Люка Коллинза. На съемках Скотт отверг помощь дублёра и снялся в очень рискованном трюке: он сумел продержаться 2,5 секунды верхом на разъярённом быке.
Скотт Иствуд также востребован как модель. Контракты с ним заключали такие компании, как Hugo Boss и Abercrombie & Fitch. Длительное время артист был лицом этих товарных знаков. В 2015 году Скотт Иствуд стал новым лицом аромата Davidoff Cool Water вместо погибшего Пола Уокера, а также снялся в клипе Тейлор Свифт на песню Wildest Dreams.
В августе 2016 года в США состоялась премьера супергеройского боевика «Отряд самоубийц» при участии Скотта. Фильм снят на основе одноимённого комикса издательства DC Comics. В сентябре того же года на экраны вышел политический триллер Оливера Стоуна «Сноуден», в котором Скотту Иствуду досталась роль агента АНБ Тревора.
В 2018 году он снялся в роли Нейта Ламберта в научно-фантастическом фильме «Тихоокеанский рубеж 2», а в 2020 году — в военном фильме «Форпост» в компании таких актёров, как Орландо Блум и Калеб Лэндри Джонс. В 2021 году Скотт снялся в фильме Гая Ричи «Гнев человеческий» с Джейсоном Стейтемом в главной роли.

## Личная жизнь
В 2014 году Скотт Иствуд встречался с моделью «Плейбоя» Бриттани Руссо. К концу года пара рассталась.
В сентябре 2014 года Иствуд попал в ДТП вместе со своей девушкой Джуэл Бренгмен. Дефектная подушка безопасности её Honda Civic взорвалась, что привело к гибели Бренгмен — металлические осколки перебили её шею.
В середине 2015 года папарацци застали Скотта Иствуда с новой девушкой — Шарлоттой Маккинни. Она приобрела известность после выхода сериала «Врачи». Шарлотта моложе Скотта на семь лет. Пару заметили на романтическом отдыхе в Малибу.

## Фильмография
| Год  |     | Русское название                   | Оригинальное название                     | Роль                                |
| ---- | --- | ---------------------------------- | ----------------------------------------- | ----------------------------------- |
| 2006 | ф   | Флаги наших отцов                  | Flags of Our Fathers                      | Ландсфорд                           |
| 2007 | ф   | Американское преступление          | An American Crime                         | Эрик                                |
| 2007 | ф   | Гордость                           | Pride                                     | Джейк                               |
| 2008 | ф   | Игрок 5150                         | Player 5150                               | Брайан                              |
| 2008 | ф   | Гран Торино                        | Gran Torino                               | Трей                                |
| 2009 | ф   | Радуга Шаннон                      | Shannon's Rainbow                         | Джоуи                               |
| 2009 | ф   | Непокорённый                       | Invictus                                  | Джоэл Странски (игрок «Спрингбокс») |
| 2011 | кор | Туле                               | Thule                                     | Д. В. Андерсон                      |
| 2011 | мф  | Лев Иуды                           | The Lion of Judah                         | Джек                                |
| 2011 | ф   | Вход в никуда                      | Enter Nowhere                             | Том                                 |
| 2012 | тф  | Пристанище                         | Shelter                                   | Райан                               |
| 2012 | ф   | Кармел                             | The Forger                                | Райан Фелтер                        |
| 2012 | ф   | Кручёный мяч                       | Trouble with the Curve                    | Билли Кларк                         |
| 2012 | ф   | Покорители волн                    | Chasing Mavericks                         | Горди                               |
| 2013 | ф   | Техасская резня бензопилой 3D      | Texas Chainsaw 3D                         | Карл                                |
| 2013 | с   | Пожарные Чикаго                    | Chicago Fire                              | Джим Барнс                          |
| 2014 | с   | Полиция Чикаго                     | Chicago P.D.                              | офицер Джим Барнс                   |
| 2014 | ф   | Идеальная волна                    | The Perfect Wave                          | Иэн Маккормак                       |
| 2014 | ф   | Ярость                             | Fury                                      | сержант Майлз                       |
| 2014 | ф   | Без средств                        | Dawn Patrol                               | Джон                                |
| 2015 | кор | Холостяк с собаками и Скотт Иствуд | The Bachelor with Dogs and Scott Eastwood |                                     |
| 2015 | ф   | Дальняя дорога                     | The Longest Ride                          | Люк Коллинз                         |
| 2015 | ф   | Аллея славы                        | Walk of Fame                              | Дрю                                 |
| 2015 | ф   | Равнины Меркурия                   | Mercury Plains                            | Митч Дэвис                          |
| 2015 | ф   | Дьявол                             | Diablo                                    | Джексон                             |
| 2016 | ф   | Сноуден                            | Snowden                                   | агент АНБ Тревор Джеймс             |
| 2016 | ф   | Отряд самоубийц                    | Suicide Squad                             | лейтенант Джи Кью Эдвардс           |
| 2016 | ф   | Закон ночи                         | Live by Night                             | Дэнни Коглин                        |
| 2017 | ф   | Форсаж 8                           | The Fate of the Furious                   | Никто Младший                       |
| 2017 | ф   | Овердрайв                          | Overdrive                                 | Эндрю Фостер                        |
| 2018 | ф   | Тихоокеанский рубеж 2              | Pacific Rim: Uprising                     | Нейт Ламберт                        |
| 2020 | ф   | Форпост                            | The Outpost                               | Клинт Ромеша                        |
| 2021 | ф   | Опасный                            | Dangerous                                 | Дилан «Д» Форрестер                 |
| 2021 | ф   | Гнев человеческий                  | Wrath of Man                              | Джен                                |
| 2023 | ф   | Форсаж 10                          | Fast X                                    | Никто Младший                       |
| 2025 | ф   | Аларум                             | Alarum                                    | агент Джо Трэверс                   |
| 2025 | ф   | Сожалею о тебе                     | Regretting You                            |                                     |
| 2025 | ф   | Игры возмездия                     | Tin Soldier                               | Нэш Кавано                          |
| 2025 | ф   | Ветренная река. Новая глава        | Wind River: The Next Chapter              |                                     |